# Elpidio Quirino
Elpidio Quirino y Rivera (Caoayan, 16 de noviembre de 1890-Ciudad Quezon, 29 de febrero de 1956) fue un político filipino de ascendencia étnica ilocano que se desempeñó como el sexto presidente de Filipinas de 1948 a 1953.
Abogado de profesión, Quiríno entró a la política cuando se convirtió en representante de Ilocos Sur de 1919 a 1925. Luego fue elegido senador de 1925 a 1931. En 1934, se convirtió en miembro de la comisión de independencia de Filipinas que fue enviada a Washington D. C., que aseguró la aprobación de la Ley Tydings-McDuffie al Congreso estadounidense. En 1935, también fue elegido para la convención que redactó la constitución de 1935 para la recién establecida Mancomunidad. En el nuevo gobierno, se desempeñó como secretario del interior y finanzas bajo el gabinete del presidente Manuel Quezon.
Después de la Segunda Guerra Mundial, Quiríno fue elegido vicepresidente en las elecciones de 1946, en consecuencia el segundo y último para la Mancomunidad y el primero para la tercera república. Después de la muerte del actual presidente Manuel Roxas en 1948, sucedió a la presidencia. Ganó el cargo de presidente bajo la multa del Partido Liberal, derrotando al vicepresidente nacionalista y expresidente José P. Laurel, así como a su colega liberal y expresidente del Senado, José Avelino.
La administración de Quirino fue generalmente desafiada por los Hukbalahaps, quienes saquearon pueblos y barrios. Quirino se postuló para presidente nuevamente en el año 1953, pero fue derrotado por Ramón Magsaysay.

## Primeros años y carrera
Elpidío Quiríno era oriundo de Caoayan, Ilocos Sur, aunque nació en Vigan, Ilocos Sur de Don Mariano Quirino y Quebral de Caoayan, Ilocos Sur, y Doña Gregoria Rivera y Mendoza de Agoo, La Unión. Fue bautizado el 19 de noviembre de 1890. Quirino pasó sus primeros años en Aringay, La Unión. Estudió y se graduó de su educación primaria a su nativo Caoayan, donde se convirtió en maestro de barrio. Recibió educación secundaria en Vigan High School, luego fue a Manila, donde trabajó como técnico en informática júnior en la Oficina de Tierras y como empleado de propiedad en el departamento de policía de Manila. Se graduó de Manila High School en 1911 y también aprobó el examen de servicio civil de primer grado.
Quiríno asistió a la Universidad de Filipinas en Manila. En 1915, obtuvo su título de abogado en la Facultad de Derecho de la universidad, y fue admitido a la barra más tarde ese año. Estaba involucrado en la práctica privada de la ley. Durante sus primeros años como adulto fue incluido en la Fraternidad Pan Xenia, una fraternidad profesional en la Universidad de Filipinas, en el año 1950.

## Vida personal
Quiríno se casó con Alicia Syquía (1903–1945) el 16 de enero de 1921. La pareja tuvo cinco hijos: Tomás, Armando, Norma, Victoria y Fé Ángela. El 9 de febrero de 1945, su esposa y tres de sus hijos (Armando, Norma y Fe Angela) fueron asesinados por las tropas japonesas cuando huían de su hogar durante la Batalla de Manila. Su hermano Antonio Quirino era el propietario del Sistema de Radiodifusión Alto, que luego se fusionó con la Red de Radiodifusión Crónica para formar la Corporación de Radiodifusión ABS-CBN.
Su hija, Victoria, se convirtió en la anfitriona más joven del Palacio Malacañang, a los 16 años, cuando Quiríno ascendió a la presidencia el 17 de abril de 1948. Se casó con Luis M. González en 1950, quien se convirtió en embajador de Filipinas en España de 1966 a 1971.

## Carrera en el Congreso

### Cámara de los Representantes
Quiríno se dedicó a la práctica privada del derecho hasta que fue elegido miembro de la Cámara de Representantes de Filipinas de 1919 a 1925, sucediendo a Alberto Reyes. En 1925 fue sucedido como congresista por Vicente Singson Pablo.
Senado
Quiríno fue elegido senador de 1925 a 1931 en representación del primer distrito senatorial. Luego se desempeñó como Secretario de Finanzas y Secretario del Interior en el gobierno de la Mancomunidad. 
En 1934, Quirino fue miembro de la misión de Independencia de Filipinas a Washington D. C., encabezada por Manuel L. Quezon, que aseguró el paso en el Congreso de los Estados Unidos de la Ley Tydings-McDuffie. Esta legislación fijó la fecha para la independencia de Filipinas en 1945. La declaración oficial llegó el 4 de julio de 1946. 
Antes de la Segunda Guerra Mundial, Quirino fue reelegido para el Senado, pero no pudo servir hasta 1945.
Después de la guerra, el Gobierno de la Mancomunidad de Filipinas fue restaurado. El Congreso también se reorganizó y en el Senado y Quirino se instaló el presidente del Senado pro tempore. 

## Vicepresidencia

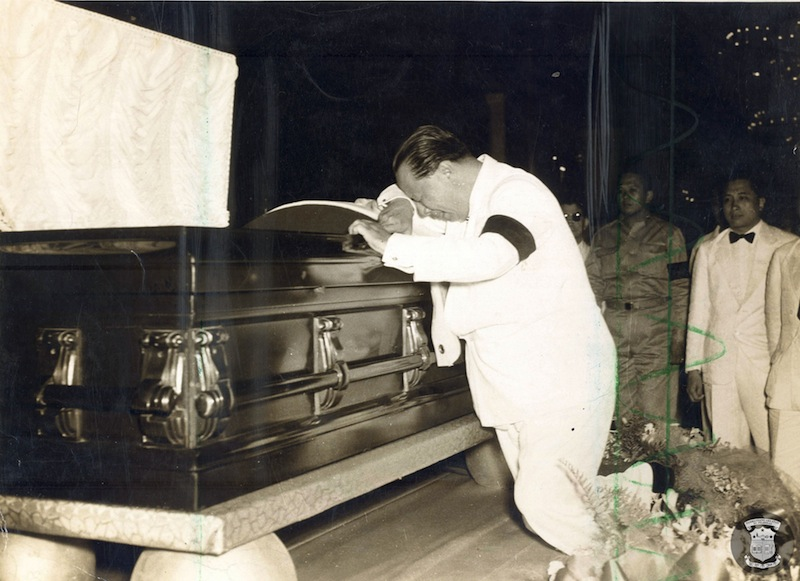
Elpidio Quirino llorando sobre el ataúd de Manuel Roxas

Poco después de la reconstitución del Gobierno de la Commonwealth en 1945, los senadores Manuel Roxas, Quiríno y sus aliados pidieron una elección nacional anticipada para elegir al presidente y vicepresidente de Filipinas y miembros del Congreso. En diciembre de 1945, la Cámara de Asuntos Insulares del Congreso de los Estados Unidos aprobó la resolución conjunta que fija la fecha de las elecciones a más tardar el 30 de abril de 1946.
Impulsado por esta acción del Congreso, el presidente Sergio Osmeña convocó al Congreso filipino a una sesión especial de tres días. El Congreso promulgó la Ley N.º 725 de la Commonwealth, que fija la fecha de las elecciones el 23 de abril de 1946. La ley fue firmada por el presidente Osmeña el 5 de enero de 1946.
Quiríno fue nominado como compañero de fórmula del presidente del Senado, Manuel Roxas. El tándem ganó las elecciones. Como Vicepresidente, Quiríno fue nombrado Secretario de Asuntos Exteriores.

## Presidencia
Los cinco años de Quirino como presidente estuvieron marcados por una notable reconstrucción de posguerra, ganancias económicas generales y una mayor ayuda económica de los Estados Unidos.

### Primer término (1948-1949)

#### Ascensión

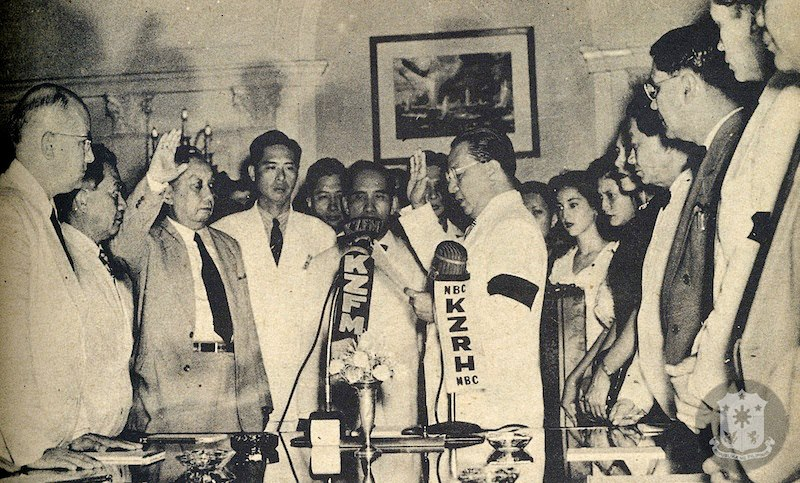
Quirino jurando como sexto presidente de Filipinas, el 17 de abril de 1948

El 17 de abril de 1948, el vicepresidente Elpidio Quirino fue inaugurado como el sexto presidente de Filipinas en el Salón del Consejo de Estado, Edificio Ejecutivo, Palacio de Malacañan.
Quirino asumió la presidencia el 17 de abril de 1948 y prestó juramento dos días después de la muerte de Manuel Roxas. Su primer acto oficial como presidente fue la proclamación de un estado de duelo en todo el país por la muerte de Roxas. Como Quiríno era viudo, su hija sobreviviente, Victoria, serviría como anfitriona oficial y desempeñaría las funciones tradicionalmente atribuidas a la primera dama.

#### Nueva capital
El 17 de julio de 1948, el Congreso aprobó la Ley de la República n.º 333, enmendando la Ley de la Mancomunidad n.º 502, declarando a Ciudad Quezon la capital de Filipinas en lugar de Manila. Sin embargo, a la espera de la transferencia oficial de las oficinas gubernamentales al nuevo sitio de la capital, Manila seguía siendo así para todos los efectos efectivos.

#### HukBaLaHap
El término HukBaLaHap era una contracción de Hukbong Bayan Laban sa mga Hapon (en inglés: El ejército de la nación contra los soldados japoneses), cuyos miembros se conocen comúnmente como huks.
Con la expiración de la fecha límite de Amnistía el 15 de agosto de 1948, el gobierno descubrió que los huks no habían cumplido los términos del acuerdo Quirino-Taruc. De hecho, después de haber estado sentado en el Congreso y cobrar su sueldo atrasado. Luis Taruc huyó subrepticiamente de Manila, incluso cuando varios de sus seguidores se habían sometido a las condiciones de la proclamación de Amnistía o habían entregado sus armas. Ante los contracargos del Huk en el sentido de que el gobierno no había cumplido las condiciones acordadas, el presidente Quirino ordenó una campaña intensificada contra los disidentes, restaurando una vez más una política agresiva en vista del fracaso de la actitud amistosa adoptada previamente.

#### Chats junto al fuego
Para acercar al gobierno al pueblo, revivió los "chats junto al fuego" del presidente Quezon, en los que iluminó al pueblo sobre las actividades de la República mediante las transmisiones periódicas de radio desde el Palacio de Malacañan.
Intento de juicio político
Montando en la cresta de la creciente ola de resentimiento contra el Partido Liberal, un movimiento fue la siguiente escotilla

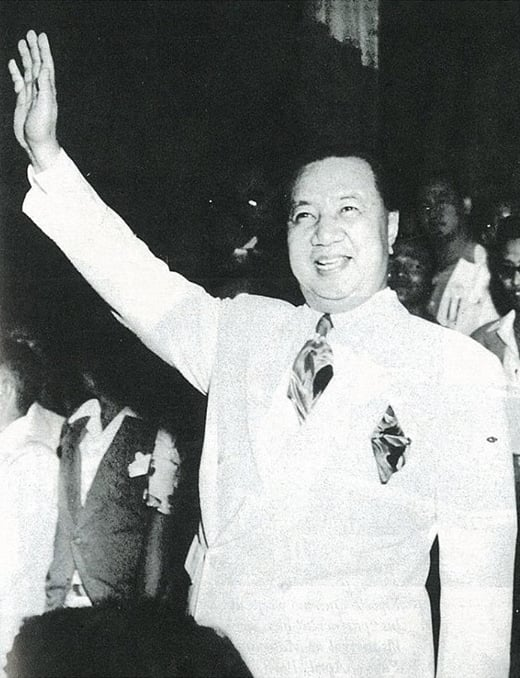
Quirino saludando a la multitud reunida

#### Intento de juicio político
Montando en la cresta de la creciente ola de resentimiento contra el Partido Liberal, se emprendió un movimiento para acusar al propio Presidente Quirino. Dirigido por el representante Agripino Escareal, un comité compuesto por siete miembros de la Cámara de Representantes preparó una acusación de cinco cargos que van desde el nepotismo hasta los gastos brutos. El presidente Eugenio Pérez nombró un comité de siete, encabezado por el representante Lorenzo Sumulong, para investigar los cargos preparatorios para su presentación ante el Senado, actuando como un órgano de juicio político. El procurador general Félix Angelo Bautista se presentó como abogado defensor del jefe ejecutivo. Después de varias audiencias, el 19 de abril de 1949, después de una sesión bastante turbulenta que duró toda la noche, el comité del Congreso llegó a un veredicto que exoneraba por completo al Presidente.

#### Rómulo se convierte en presidente de la Asamblea General de la ONU
El gran honor fue pagado a Filipinas cuando, en septiembre de 1949, la Cuarta Asamblea General de las Naciones Unidas eligió al delegado Carlos P. Rómulo como su Presidente. El primer oriental en ocupar el cargo, Rómulo fue fuertemente apoyado por el bloque anglosajón, así como por el grupo de naciones de habla hispana, lo que subraya la naturaleza híbrida de la cultura y educación del pueblo filipino.

#### Elección presidencial de 1949
El actual presidente Elpidio Quirino ganó un mandato completo como presidente de Filipinas después de la prematura muerte del presidente Manuel Roxas en 1948. Su compañero de fórmula, el senador Fernando López ganó como vicepresidente. A pesar de las facciones creadas en el partido de la administración, Quirino obtuvo un voto satisfactorio del público. Fue la única vez en la historia de Filipinas en que el presidente, el vicepresidente y los senadores debidamente elegidos provenían del mismo partido, el Partido Liberal. La elección fue ampliamente criticada por ser corrupta, con violencia y fraude ocurriendo. Los opositores de Quirino fueron golpeados o asesinados por sus partidarios o la policía y las elecciones continúan siendo vistas como corruptas.

### Segundo mandato (1949–1953)

#### Conferencia Baguio
En mayo de 1950, por invitación del presidente Qurino, a través de la insistente sugerencia del presidente de las Naciones Unidas, Carlos P. Rómulo, representantes oficiales de India, Pakistán, Sri Lanka, Tailandia, Indonesia y Australia se reunieron en la ciudad de Baguio para una conferencia regional patrocinada por Filipinas. China y Corea no asistieron a la conferencia porque esta última no contemplaba la formación de una unión militar de las naciones del sudeste asiático. Por otro lado, Japón, Indonesia, China y otros no fueron invitados porque, en ese momento, no eran estados libres e independientes. Debido a la solicitud de India e Indonesia, no se abordaron cuestiones políticas en la conferencia. En cambio, los delegados discutieron los problemas económicos y, sobre todo, culturales, que enfrentan sus respectivos países. Sin embargo, por extraño que parezca, la Conferencia de Baguio terminó con un comunicado oficial en el que las naciones que asistieron a la misma expresaron su acuerdo unificado para apoyar el derecho a la libre determinación de todos los pueblos del mundo. Esta reunión regional inicial prometía una futura alianza de estas naciones vecinas para la protección y ayuda común.

#### HukBaLaHap continuó la reinsurgencia
La administración de Quirino enfrentó una seria amenaza en la forma del movimiento comunista HukBaLaHap. Aunque los Huks originalmente habían sido un ejército guerrillero antijaponés en Luzón, los comunistas obtuvieron constantemente el control sobre el liderazgo, y cuando la negociación de Quirino con el comandante Huk Luis Taruc se rompió en 1948, Taruc se declaró abiertamente comunista y pidió el derrocamiento de la gobierno.

#### Campaña de paz
Dado que se estima que la organización comunista todavía tiene más de 40,000 miembros debidamente registrados para marzo de 1951, el gobierno continuó con su campaña sostenida para hacer frente al empeoramiento del problema de la paz y el orden. El presupuesto de 1951 incluyó el uso de un fondo de residuos para el programa de reasentamiento de tierras a favor de los HUKS entregados. El dinero ayudó a mantener el Cuerpo de Desarrollo Económico (EDCOR), con sus asentamientos de 6500 hectáreas en Kapatagan (Lanao) y 25.000 hectáreas en Buldon (Cotabato). En cada grupo llevado a estos lugares había un núcleo de ex personal del Ejército y sus familias, quienes se convirtieron en un factor estabilizador y aseguraron el éxito del programa. De hecho, menos del diez por ciento de los huks que se establecieron renunciaron a esta nueva oportunidad de vida que les ofreció el gobierno.
Para promover la reestructuración sin problemas de las Fuerzas Armadas de Filipinas, los militares fueron sometidos a una reorganización. Se establecieron equipos de combate de batallón de 1,000 hombres cada uno. Cada uno operaba independientemente del Alto Mando, excepto por la coordinación general en los planes operativos. Un total de 26 equipos de combate de batallón se organizaron. También se establecieron nuevas unidades del ejército, como la primera Unidad Aerotransportada, los Scout Rangers, la Unidad Canina y la Unidad de Caballería. Todas estas unidades mostraron una habilidad considerable.

#### Elección de mitad de período de 1951
Después de una barrida por los liberales en 1949, muchos filipinos dudaron del resultado de las elecciones. Esto trajo una barrida por los nacionalistas en las elecciones de 1951. Hubo una elección especial para el escaño vacante en el Senado de Fernando López, quien ganó como Vicepresidente en 1949. Los liberales no obtuvieron escaños en el Senado.

#### Elección presidencial de 1953
Quirino se postuló para la reelección a la presidencia con José Yulo como vicepresidente en 1953 a pesar de su mala salud. Su secretario de Defensa, Ramon Magsaysay, renunció a su cargo y se unió al Partido Nacionalista. Otros destacados liberalistas, como el vicepresidente Fernando López, el embajador Carlos P. Rómulo, los senadores Tomás Cabili y Juan Sumulong, también echaron a perder el partido de Quirino.
El 22 de agosto de 1953, los partidos nacionalista y demócrata formaron una coalición para garantizar la derrota total de Quirino. El día de las elecciones, Quirino fue derrotado por Ramon Magsaysay con un voto mayoritario de 1.5 millones.

## Pospresidencia y muerte

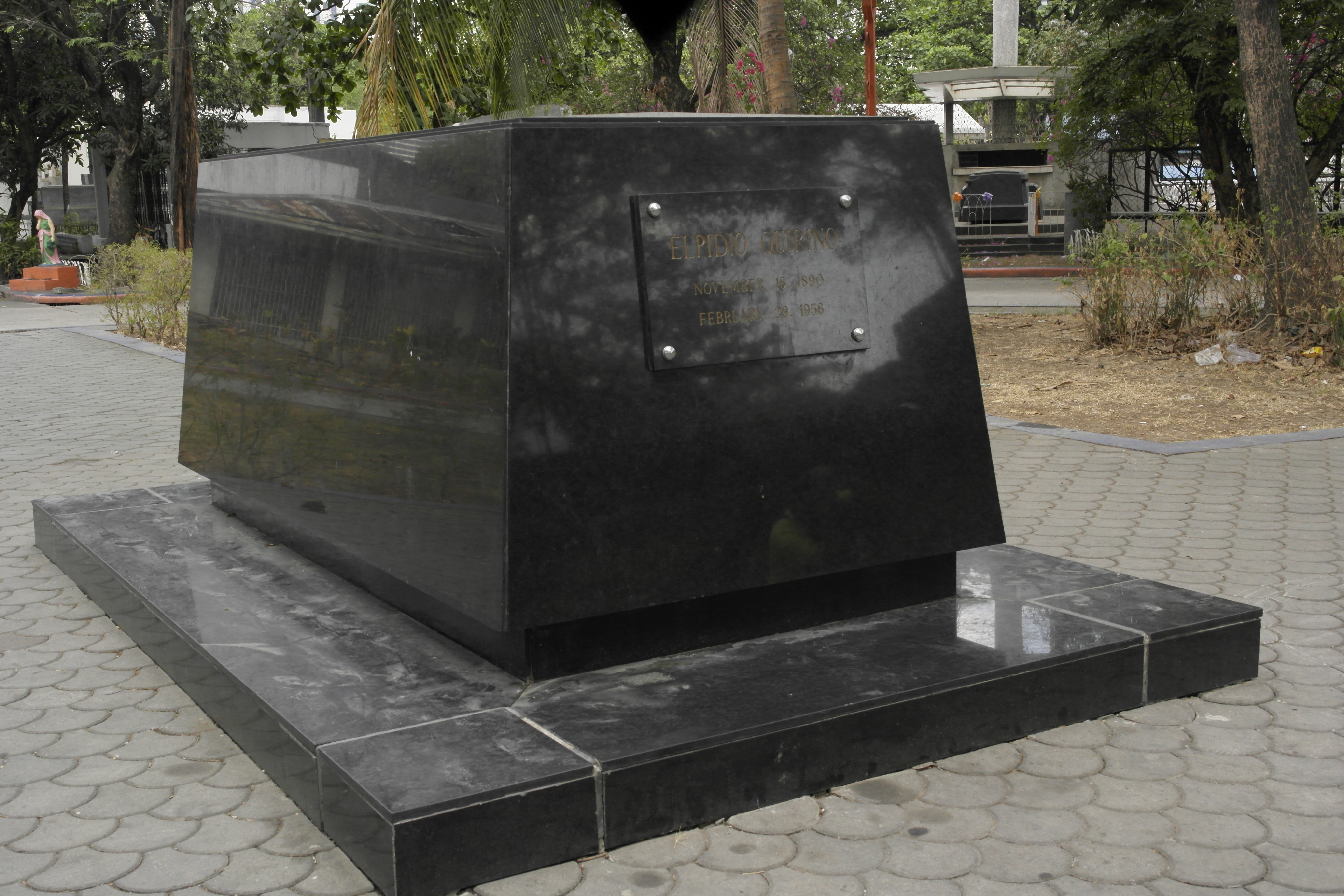
La antigua tumba de Elpidio Quirino en el cementerio sur de Manila

Tras su fallida apuesta por la reelección, Quirino se retiró de la política a la vida privada en 1953. Ofreció su dedicación para servir al pueblo filipino, convirtiéndose en el "Padre del Servicio Exterior" en la República de Filipinas.
Quirino murió de un infarto agudo de miocardio durante el año bisiesto del 29 de febrero de 1956 en su casa de retiro en Novaliches, Ciudad Quezon. Fue enterrado en el Cementerio del Sur de Manila en Macati. El 29 de febrero de 2016, sus restos fueron reubicados y reinterpretados en una tumba especial en el Cementerio de los Héroes en Taguig, a tiempo para el 60 aniversario de su muerte.